# Aphrissa
Aphrissa es un género de mariposas de la familia Pieridae.

## Descripción
Especie tipo por designación original Papilio statira Cramer, 1777.

## Diversidad
Existen 8 especies reconocidas en el género, todas ellas tienen distribución neotropical. Al menos una especie se ha reportado en la región Neártica

## Plantas hospederas
Las especies del género Aphrissa se alimentan de plantas de las familias Fabaceae, Sapindaceae, Brassicaceae y Bignoniaceae. Las plantas hospederas reportadas incluyen los géneros Calliandra, Cassia, Dalbergia, Entada, Melicoccus, Caesalpinia, Brassica, Senna, Pithecellobium, Mora, Callichlamys, Capparis, Inga, Machaerium, Swartzia, Zygia, Xylophragma, Arachis, Dalea, Diphysa.

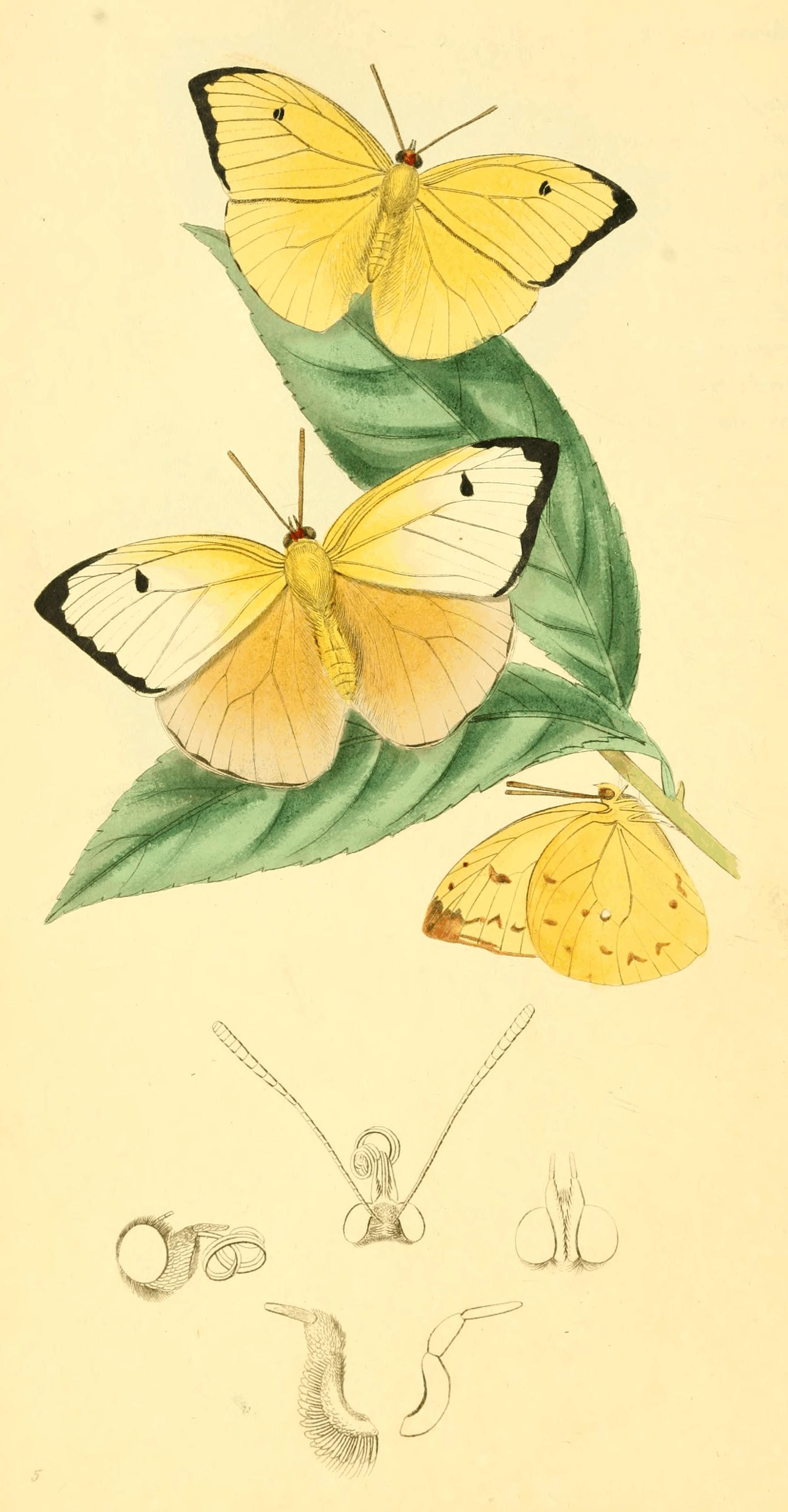
Ilustración original de la obra de Swainson, en la lámina: Aphrissa statira.